# Charles Busch

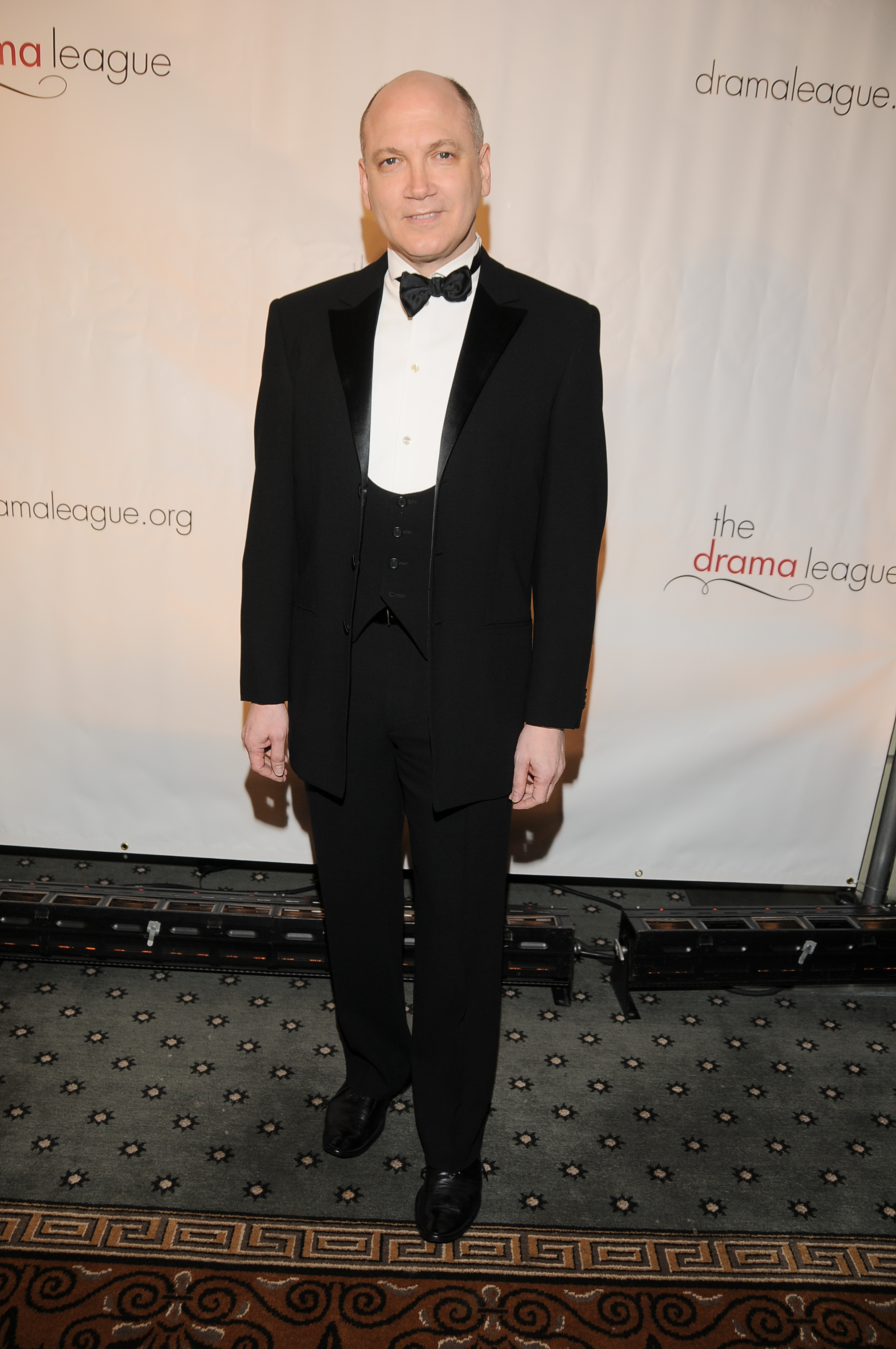
Charles Busch (2010)

Charles Busch (* 23. August 1954) ist ein US-amerikanischer Schauspieler und Autor. Bekannt ist Busch für seinen Drag-Charakter Mary Dale.
Nach seiner Schulausbildung wurde Busch Schauspieler und Autor von Theaterstücken. Er schrieb am Anfang seiner beruflichen Karriere Theaterstücke, die das klassische Filmgenre feierten, und trat als Schauspieler in diesen eigenen Stücken auf. Zu diesen Theaterstücken gehörte: Vampire Lesbians of Sodom (1984), Psycho Beach Party (1987), The Lady in Question (1989) und Red Scare on Sunset (1991). Weniger bekannt sind seine Theaterstücke Theodora, She-Bitch of Byzantium (1984), Sleeping Beauty or Coma (1984) und Pardon My Inquisition, or Kiss the Blood Off My Castanets (1996).
Der Erfolg von Busch in seinen eigenen Werken führte 1993 zu seiner Performance des Revivals von Jean Genets The Maids. 1994 spielte Busch die männliche Rolle in seiner Komödie You Should Be So Lucky. Weitere Werke in den 1990er Jahren waren seine autobiographische Show Flipping My Wig im Jahre 1996 und das Melodram Queen Amarantha im Jahre 1997. Sein Theaterstück Die, Mommie, Die! wurde in Los Angeles gespielt.
In den 1990er Jahren trat Busch in verschiedenen Filmen auf: Addams Family Values (1993), 2 Millionen Dollar Trinkgeld (1994) und Trouble on the Corner (1996). Zweimal trat Busch in Filmen auf, die er selber als Autor geschrieben hatte: Psycho Beach Party (2000 mit Lauren Ambrose als Schauspielerin) und Die, Mommie, Die!, wofür er den Preis Sundance Special Performance Award erhielt.
2000 wurde Buschs Theaterstück The Tale of the Allergist's Wife am Broadway in New York City aufgeführt. Das Theaterstück wurde 2001 für den Tony Award nominiert. In diesem Theaterstück spielten die Schauspieler Valerie Harper und Richard Kind die Hauptrollen. Seit 2000 tritt Busch jährlich mit seinem 1984 geschriebenen Weihnachtstheaterstück Times Square Angel in New York City auf. 2003 gab es als Revival sein 1999 geschriebenes Theaterstück Shanghai Moon. Des Weiteren war er mit drei Produktionen von Auntie Mame beschäftigt. Gegenwärtig ist Busch in New York City in dem Theaterstück über Laura Keene zu sehen; eine Schauspielerin aus dem 19. Jahrhundert, die Star im damaligen Theaterstück Our American Cousin im Ford' Theatre war, wo Abraham Lincoln ermordet wurde.
Im Fernsehen spielte Busch die Rolle von Peg Barlow in der Sendung One Life to Live. In seiner bekanntesten Fernsehrolle war Busch in der Serie Oz – Hölle hinter Gittern als Nat Ginzburg zu sehen.
Busch ist zudem der Autor des 1995 geschriebenen Romans Whores of Lost Atlantis.

## Filmografie (Auswahl)
- 1994: 2 Millionen Dollar Trinkgeld (It Could Happen to You)